# دوائر ولاية تندوف
قائمة الدوائر في ولاية تندوف حسب توزيعها على البلديات مع تعداد السكان وعدد البلديات.

## الدوائر
| الرقم | اسم الدائرة | البلديات          | عدد السكان |
| ----- | ----------- | ----------------- | ---------- |
| 01    | دائرة تندوف | 2 تندوف وأم العسل | 59 898     |

### مواضيع ذات صلة
- وزارة الداخلية الجزائرية
- ولاية تندوف
- بلديات ولاية تندوف
- دوائر الجزائر

### وصلات خارجية
- الموقع الرسمي لوزارة الداخلية الجزائرية